# Cees Zoontjens
Cees Zoontjens (Tilburg, 10 augustus 1944 - Tilburg, 28 april 2011) is een voormalig Nederlands wielrenner.
Zoontjes won als amateur Olympia's Tour en werd in 1968 professional. Nadat zijn ploeg Caballero gestopt was, behaalde hij zijn grootste successen als veldrijder, in welke discipline hij tweemaal kampioen van Nederland werd. 
Vanaf 1974 werkte hij als trainer en coach in het veldrijden.

## Belangrijkste overwinningen
1967
- 7e etappe Olympia's Tour
- Eindklassement Olympia's Tour

1972
- Nederlands kampioen veldrijden (profs)

1973
- Nederlands kampioen veldrijden, profs

## Resultaten in voornaamste wedstrijden
| Jaar | Ronde van Italië | Ronde van Frankrijk | Ronde van Spanje |
| ---- | ---------------- | ------------------- | ---------------- |
| 1968 |                  |                     |                  |
| 1969 |                  |                     |                  |
| 1970 |                  | 86e                 |                  |

| Jaar | Gent-Wevelgem | Ronde van Vlaanderen | Parijs-Roubaix | Amstel Gold Race | Omloop Het Volk |
| ---- | ------------- | -------------------- | -------------- | ---------------- | --------------- |
| 1968 | 64e           | 35e                  | 12e            | 8e               | 14e             |
| 1969 | 23e           | 30e                  | 6e             | 18e              | 7e              |
| 1970 |               |                      |                |                  |                 |

## Ploegen
- 1968 - Caballero
- 1969 - Caballero
- 1970 - Caballero-Laurens